# Костково (Поморське воєводство)
Костково (пол. Kostkowo) — село в Польщі, у гміні Ґневіно Вейгеровського повіту Поморського воєводства.
Населення — 422 особи (2011).
У 1975-1998 роках село належало до Гданського воєводства.

## Демографія
Демографічна структура станом на 31 березня 2011 року:
|          | Загалом | Допрацездатний вік | Працездатний вік | Постпрацездатний вік |
| -------- | ------- | ------------------ | ---------------- | -------------------- |
| Чоловіки | 220     | 60                 | 154              | 6                    |
| Жінки    | 202     | 52                 | 125              | 25                   |
| Разом    | 422     | 112                | 279              | 31                   |